# Braquidactilia
Braquidactilia, del griego βραχύς ('braquis' «corto») seguido de δάκτυλος ('dactilos' «dedo»), es una malformación genética que causa dedos desproporcionadamente cortos tanto en las manos como en los pies.

## Causa
Se conoce el gen defectuoso implicado en la mayoría de las braquidactilia aisladas y propuestas en algunos de los síndromes. En casos aislados de braquidactilia, la herencia es mayoritariamente autosómica dominante con expresividad variable y penetrancia completa.

## Cuadro clínico
La braquidactilia ocurre generalmente en el primer dedo (pulgar), pudiendo ser del 70 % en las mujeres. Solo puede ocurrir en un dedo de la mano, por lo general ocurre en el pulgar. Los diversos tipos de braquidactilia aislados son raros, a excepción de los tipos de A3 y braquidactilia D.
Esta enfermedad puede ocurrir ya sea como una malformación aislada o como parte de un síndrome de malformación complejo. Algunas formas de esta enfermedad también pueden provocar baja estatura.
La braquidactilia también puede ir acompañada de otras malformaciones como la sindactilia, polidactilia, defectos de reducción, o sinfalangismo.

## Diagnóstico
El diagnóstico es clínico, radiológico y antropométrico. El diagnóstico prenatal no es generalmente indicado para las formas aisladas, pero puede ser apropiado en formas sindrómica.

## Tratamiento
No existe un tratamiento específico para todas las formas de braquidactilia. La cirugía plástica solo se indica si la braquidactilia afecta la función de la mano o por razones estéticas, pero por lo general no es necesario.
La naturaleza del asesoramiento genético depende tanto del patrón de herencia del tipo de braquidactilia presente en la familia como en la presencia o ausencia de síntomas.